# Mike Ilitch
Michael "Mike" Ilitch, Sr., född 20 juli 1929 i Detroit i Michigan, död 10 februari 2017 i Detroit i Michigan, var en amerikansk företagsledare som var styrelseordförande för holdingbolaget Ilitch Holdings, Inc. mellan 1999 och 2017. Han var ägare till ishockeyorganisationen Detroit Red Wings i National Hockey League (NHL) respektive Detroit Tigers, Inc., som agerar ägarbolag till baseballorganisationen Detroit Tigers i Major League Baseball (MLB).
Den amerikanska ekonomiskriften Forbes rankade Ilitch till den 101:a rikaste amerikanen och världens 298:e rikaste med en förmögenhet på $6,1 miljarder vid hans död.
Den 10 februari 2017 avled Ilitch, orsak är ej känd.

## Ilitch i sportvärlden

### Detroit Red Wings
1982 köpte Ilitch Detroit Red Wings av den dåvarande ägaren Bruce Norris för $8 miljoner. Red Wings i detta skick var bland de sämre i ligan sedan 1967 och kallades "The Dead Wings". Nästan 20 år senare är klubben idag en av NHL:s absolut bästa lag och har vunnit fyra Stanley Cup och blivit Western Conference-mästare lika många gånger (1996–1997, 1997–1998, 2001–2002 och 2007–2008). Red Wings har även vunnit sin division Central Division 15 gånger (1987–1988, 1988–1989, 1991–1992, 1993–1994, 1994–1995, 1995–1996, 1998–1999, 2000–2001, 2001–2002, 2002–2003, 2003–2004, 2005–2006, 2006–2007, 2007–2008 och 2008–2009).
Red Wings har och har haft många kända spelare som har kommit och gått som Steve Yzerman, Nicklas Lidström, Sergej Fjodorov, Larry Murphy, Henrik Zetterberg1, Adam Oates, Pavel Datsiuk1, Brendan Shanahan, Paul Coffey, Börje Salming, Dominik Hašek, Igor Larionov, Chris Chelios, Luc Robitaille, Brett Hull, Vjatjeslav Fetisov, Dino Ciccarelli, Brian Rafalski, Vladimir Konstantinov, Steve Duchesne, Adam Graves, Derian Hatcher, Marián Hossa, Vjatjeslav Kozlov, Wendel Clark, Robert Lang, Niklas Kronwall1, Keith Primeau, Mike Vernon, Tomas Sandström och Mathieu Schneider.

#### Hall of Fame
Mike Ilitch valdes in i Hockey Hall of Fame 2003.

### Detroit Tigers
Ilitch köpte Detroit Tigers i MLB 1992 av Tom Monaghan som också var i pizzabranschen som Ilitch. Monaghan var den som startade Domino's Pizza. Ilitchs effekt på Tigers var inte lika lyckad som den på Red Wings och laget tog sig inte till slutspel på de första 12 av 13 säsongerna. 2006 kom vändningen när de lyckades vinna American League och ta sig till World Series, väl där blev dock St. Louis Cardinals för svåra men det var Tigers bästa säsong under Ilitch ägo och sedan 1984 då laget vann World Series. Efter detta gick Ilitch med på att öka spelarbudgeten. Till säsongen 2008 låg den på $137,7 miljoner, den tredje högsta efter New York Yankees på $209 miljoner och New York Mets på $137,8 miljoner. Till säsongen 2009 reducerades dock spelarbudgeten till $115,1 miljoner.
Ilitch flyttade Tigers till en splitter ny arena, Comerica Park, från den föråldrade Tiger Stadium. Comerica Park kostade $ 350 miljoner att bygga och Ilitch betalade omkring 50% av det medan resten betalades av staden Detroit.
2005 blev Detroit Tigers och Comerica Park tilldelad MLB:s 76:e All-Star Game och det blev den mest inkomstbringande All Star-helgen i historien för MLB.